# Arquitetura bioclimática
A arquitetura bioclimática consiste no desenho dos edifícios tendo em consideração as condições climáticas, utilizando os recursos disponíveis na natureza (sol, vegetação, chuva, vento) para minimizar os impactos ambientais e reduzir o consumo energético.
Uma casa bioclimática pode conseguir grandes economias de energia e inclusive ser sustentável no seu todo. Embora presentemente o custo da construção possa ser elevado, o investimento deste tipo de construção pode ser compensado com o decréscimo de gastos em energia.
O facto de hoje em dia a construção não ter em conta a arquitectura bioclimática deve-se ao pouco respeito que os países desenvolvidos e em desenvolvimento têm pelo ambiente, não accionando os meios que têm ao ser dispor para travar o desastre ecológico que se advém.
Embora pareça um conceito novo de arquitectura, é tradicionalmente utilizado desde antiguidade, como por exemplo no desenho das cidades romanas de acordo com a orientação solar, nas casas caiadas no Sul de Portugal ou os pátios interiores de origem árabe.

## Adaptação à temperatura
A adaptação à temperatura dos edifícios é o ponto onde é mais comum referir-se a influência da arquitectura bioclimática. Tradicionalmente aproveita-se o calor do Sol quando o tempo está mais frio, para aquecimento do ambiente e para as águas quentes sanitárias, aproveitando por exemplo o calor do efeito de estufa dos jardins de inverno. Se houver necessidades de aquecimento, minimiza-se as perdas de calor com um bom isolamento térmico da envolvente exterior do edifício (fachadas, pavimentos e cobertura).
Quando o clima é mais quente tradicionalmente as paredes são mais grossas, para aproveitar a inércia térmica das paredes, os telhados e a fachada têm cores claras, para minimizar o efeito da radiação solar. Os toldos a sombrear os vãos, os vidros especiais ou vidros duplos e uma boa ventilação natural são outras soluções. No caso de utilizar um sistema de arrefecimento, isolar a habitação é também uma boa medida de redução de consumo energético.